# Montana De La Rosa
Montana De La Rosa (Helena, Montana; 2 de abril de 1995) es una artista marcial mixta estadounidense que compite en la división de peso mosca de la Ultimate Fighting Championship.

## Primeros años
Natural de la ciudad de Helena (Montana), creció en Azle (Texas). Comenzó a entrenar en lucha libre en el Azle High School y, tras obtener buenos resultados en la competición estatal y nacional, le ofrecieron una beca para la Universidad de Oklahoma City. Sin embargo, como madre adolescente se transfirió rápidamente de vuelta a Texas, donde asiste a Tarrant County College, especializándose en kinesiología, De La Rosa comenzó a entrenar jiu-jitsu brasileño después de graduarse en 2013 y más tarde hizo la transición a MMA.

## Carrera de artes marciales mixtas

### Primeros años
De La Rosa comenzó su carrera profesional de MMA en 2014. Fue la campeona formal de peso mosca de la Xtreme Fighting League (XFN) y acumuló un récord de 7-4 antes participó en la serie de competición de MMA The Ultimate Fighter 26 UFC TV que posteriormente fue firmada por UFC después del programa.

### The Ultimate Fighter
En agosto de 2017, se anunció que De La Rosa era una de las luchadoras que figuraban en The Ultimate Fighter 26, serie de UFC TV, donde se llevaría a cabo el proceso para coronar a la campeona femenina inaugural de las 125 libras de la UFC. En la ronda inicial, De La Rosa se enfrentó a Ariel Beck y ganó la pelea por estrangulamiento en el primer asalto. En los cuartos de final, se enfrentó a Nicco Montaño y perdió el combate por decisión unánime.

### Ultimate Fighting Championship
De La Rosa hizo su debut en la UFC el 1 de diciembre de 2017 en The Ultimate Fighter 26 Finale contra Christina Marks. Ganó la pelea a través de una sumisión en la primera ronda. Su siguiente pelea fue el 6 de julio de 2018 en The Ultimate Fighter 27 Finale contra Rachael Ostovich. Ganó la pelea a través de un estrangulamiento por detrás en la tercera ronda.
El 10 de febrero de 2019, De La Rosa se enfrentó a la australiana Nadia Kassem en UFC 234. Ganó la pelea a través de una sumisión en la segunda ronda. La victoria le valió el bono de la actuación de la noche.
De La Rosa se enfrentó a Andrea Lee el 22 de junio de 2019 en UFC Fight Night 154. Perdió la pelea por decisión unánime. Más adelante se topó con la italiana Mara Romero Borella el 15 de febrero de 2020 en UFC Fight Night 167. Ganó la pelea por decisión unánime.
Más adelant, tenía programada enfrentarse a Maryna Moroz el 5 de septiembre de 2020 en UFC Fight Night 176. Sin embargo, Moroz se vio obligada a retirarse del evento debido a problemas de visado y fue reemplazada por Viviane Araújo. De La Rosa perdió la pelea por decisión unánime.
Con posterioridad, estaba previsto que combatiera contra Maryna Moroz, quien fue sustituida finalmente por Taila Santos, teniendo lugar el encuentro el 5 de diciembre de 2020 en UFC on ESPN 19. Sin embargo, la pelea fue eliminada del evento después de que uno de los esquineros de De La Rosa diera positivo por coronavirus.
El 27 de febrero de 2021, De La Rosa se enfrentó a Mayra Bueno Silva en UFC Fight Night 186. Después de tres asaltos de lucha, la pelea terminó con un empate de los jueces. Meses más tarde, el 5 de junio, combatió contra Ariane Lipski, en UFC Fight Night: Rozenstruik vs. Sakai. Ganó por TKO en el segundo asalto, el primero de su carrera.
Se esperaba que se viera las caras ante Maycee Barber el 11 de diciembre de 2021 en UFC 269. Sin embargo, se retiró de la pelea a principios de octubre citando una lesión. Tras unos meses ausente, el 23 de abril de 2022 regresaba al cuadrilátero para un combate junto a Barber en UFC Fight Night 205. Perdió por decisión unánime.
De La Rosa se enfrentó a Maycee Barber el 23 de abril de 2022 en UFC Fight Night 205. Ella perdió la pelea por decisión unánime.
Casi un año después, el 25 de febrero de 2023, se enfrentó a Tatiana Suarez el 25 de febrero de 2023 en UFC Fight Night 220. Ella perdió la pelea por sumisión en el segundo asalto.
De La Rosa tenía programado enfrentarse a Stephanie Egger en UFC Fight Night 229 el 7 de octubre de 2023. Sin embargo, Egger se retiró por razones no reveladas y fue reemplazado por JJ Aldrich. Perdió la pelea por decisión unánime.
El sábado 8 de junio, se enfrentó a Andrea Lee en UFC on ESPN 57, ganando la pelea por decisión dividida.

## Vida personal
Está casada con el también luchador de la UFC Mark De La Rosa, del que recoge el apellido de casada. Montana tiene una hija, de nombre Zaylyn, fruto de una relación anterior.

## Campeonatos y logros
- Ultimate Fighting Championship
  - Actuación de la Noche (una vez) vs. Nadia Kassem[13]
  - Empatada (Erin Blanchfield y Karine Silva) en el segundo lugar con mayor número de sumisiones en la historia de la división de peso mosca femenino de UFC (3)[40]

- Xtreme Fighting League
  - Campeonato de peso mosca de Xtreme Fighting League (una vez) vs. Kathina Lowe

## Récord en artes marciales mixtas
| Resultado | Récord | Oponente            | Método                      | Evento                                     | Fecha                    | Ronda | Tiempo | Localización   | Notas                                                                    |
| --------- | ------ | ------------------- | --------------------------- | ------------------------------------------ | ------------------------ | ----- | ------ | -------------- | ------------------------------------------------------------------------ |
| Victoria  | 13–9–1 | Andrea Lee          | Decisión (dividida)         | UFC on ESPN: Cannonier vs. Imavov          | 8 de junio de 2024       | 3     | 5:00   | Louisville     |                                                                          |
| Derrota   | 12–9–1 | JJ Aldrich          | Decisión (unánime)          | UFC Fight Night: Dawson vs. Green          | 7 de octubre de 2023     | 3     | 5:00   | Enterprise     |                                                                          |
| Derrota   | 12–8–1 | Tatiana Suarez      | Sumisión (guillotine choke) | UFC Fight Night: Muniz vs. Allen           | 25 de febrero de 2022    | 2     | 2:51   | Enterprise     |                                                                          |
| Derrota   | 12–7–1 | Maycee Barber       | Decisión (unánime)          | UFC Fight Night: Lemos vs. Andrade         | 23 de abril de 2022      | 3     | 4:27   | Las Vegas      |                                                                          |
| Victoria  | 12–6–1 | Ariane Lipski       | TKO (golpes)                | UFC Fight Night: Rozenstruik vs. Sakai     | 5 de junio de 2021       | 2     | 5:00   | Las Vegas      |                                                                          |
| Empate    | 11–6–1 | Mayra Bueno Silva   | Empate (mayoritario)        | UFC Fight Night: Rozenstruik vs. Gane      | 27 de febrero de 2021    | 3     | 5:00   | Las Vegas      | A Silva se le descontó un punto en la ronda 1 por agarrarse de la valla. |
| Derrota   | 11–6   | Viviane Araújo      | Decisión (unánime)          | UFC Fight Night: Overeem vs. Sakai         | 5 de septiembre de 2020  | 3     | 5:00   | Las Vegas      |                                                                          |
| Victoria  | 11–5   | Mara Romero Borella | Decisión (unánime)          | UFC Fight Night: Anderson vs. Błachowicz 2 | 15 de febrero de 2020    | 3     | 5:00   | Río Rancho     |                                                                          |
| Derrota   | 10–5   | Andrea Lee          | Decisión (unánime)          | UFC Fight Night: Moicano vs. Korean Zombie | 22 de junio de 2019      | 3     | 5:00   | Greenville     |                                                                          |
| Victoria  | 10–4   | Nadia Kassem        | Sumisión (armbar)           | UFC 234                                    | 10 de febrero de 2019    | 2     | 2:37   | Melbourne      | Actuación de la Noche.                                                   |
| Victoria  | 9–4    | Rachael Ostovich    | Sumisión (rear-naked choke) | The Ultimate Fighter: Undefeated Finale    | 6 de julio de 2018       | 3     | 4:21   | Las Vegas      |                                                                          |
| Victoria  | 8–4    | Christina Marks     | Sumisión (armbar)           | The Ultimate Fighter 26 Finale             | 1 de diciembre de 2017   | 1     | 2:00   | Las Vegas      | Regresó a peso mosca.                                                    |
| Victoria  | 7–4    | Kathina Lowe        | Sumisión (armbar)           | XFN 342: Superfights                       | 16 de junio de 2017      | 3     | 2:03   | Tulsa          |                                                                          |
| Derrota   | 6–4    | Cynthia Calvillo    | TKO (golpes)                | LFA 1                                      | 13 de enero de 2017      | 3     | 2:54   | Dallas         |                                                                          |
| Derrota   | 6–3    | Mackenzie Dern      | Sumisión (rear-naked choke) | Legacy FC 61                               | 14 de octubre de 2016    | 1     | 3:25   | Dallas         | Pelea de peso pactado (118.8 lb); Dern no dio el peso.                   |
| Victoria  | 6–2    | Miki Rogers         | Decisión (unánime)          | Xtreme Fight Night 335                     | 17 de septiembre de 2016 | 3     | 5:00   | Grant          | Pelea de peso pactado (117 lb); De la Rosa no dio el peso.               |
| Victoria  | 5–2    | Mellony Geugjes     | Decisión (unánime)          | SCC: Preserving the Arts                   | 3 de junio de 2016       | 3     | 3:00   | Fort Worth     | Debut en peso paja.                                                      |
| Victoria  | 4–2    | Francis Hernandez   | Sumisión (rear-naked choke) | Xtreme Fight Night                         | 21 de mayo de 2016       | 3     | 1:58   | Grant          |                                                                          |
| Victoria  | 3–2    | Katie Ross Scharmer | Sumisión (rear-naked choke) | Savage Entertainment: Oktoberfist 4        | 17 de octubre de 2015    | 2     | 2:41   | Savage         |                                                                          |
| Victoria  | 2–2    | Roxanne Ceasear     | Sumisión (armbar)           | TPFP: Premier Fight Series 4               | 13 de junio de 2015      | 2     | 1:55   | Midland        |                                                                          |
| Victoria  | 1–2    | Colby Fletcher      | Sumisión (armbar)           | XFL: Rumble On The River 12: Insanity      | 20 de marzo de 2015      | 1     | 1:03   | Tulsa          |                                                                          |
| Derrota   | 0–2    | Maylene Estudillo   | Decisión (unánime)          | Rocks Xtreme MMA 11                        | 10 de enero de 2015      | 3     | 3:00   | Corpus Christi | Peso pactado (120 lb).                                                   |
| Derrota   | 0–1    | Jazmin Quezada      | Decisión (dividida)         | 24/7 Entertainment 17: Tyranny             | 6 de septiembre de 2014  | 3     | 3:00   | Midland        | Debut en peso mosca.                                                     |